# Quercus furfuracea
Quercus furfuracea är en bokväxtart som beskrevs av Frederik Michael Liebmann. Quercus furfuracea ingår i släktet ekar, och familjen bokväxter. Inga underarter finns listade.